# Wahlkreis See-Gaster
Wahlkreis See-Gaster är en av de åtta valkretsarna i kantonen Sankt Gallen i Schweiz. Valkretsarna i Sankt Gallen har ingen administrativ funktion, men används för statistiska ändamål. De kan jämföras med distrikten i andra schweiziska kantoner.

## Indelning
Valkretsen består av tio kommuner:
- Amden
- Benken
- Eschenbach
- Gommiswald
- Kaltbrunn
- Rapperswil-Jona
- Schänis
- Schmerikon
- Uznach
- Weesen

Samtliga kommuner i distriktet är tyskspråkiga.